# Tierra indígena del Valle del Yavarí
Valle del Yavarí (portugués: Vale do Javari) es una de las tierras indígenas más extensas de Brasil. Está situada en un extremo occidental del estado de Amazonas, cerca de la frontera con Perú. Su nombre proviene del río Yavarí, que es el principal río de la región y que además ha marcado la frontera entre Brasil y Perú desde 1851. Otros ríos importantes de la región son el Quixito, el Itacoai y el Itui.
El área total de las áreas indígenas de Valle del Javari suman 85 444 km² (un área mayor que toda Austria), donde residen unos 3000 indígenas de diferentes etnias cuyo grado de contacto con el mundo exterior varía. Entre los principales grupos están los kanamarí, los matis, los kulina y los matsés. También existen algunos grupos no contactados que jamás han tenido contacto con brasileños no indígenas. Estos grupos tendrían entre 1500 y 2000 miembros y pertenecen al menos a ocho grupos diferentes: aislados del Quixito, aislados del Itaquai (Korubo), aislados del Jandiatuba, aislados del alto Jutai, aislados del San José, aislados de río Branco, aislados del Javari medio y los aislados del Jaquirana-Amburus. Todos estos pueblos no contactados suman unas diecinueve aldeas identificadas desde el aire, y muy poco se sabe sobre ellos o sus lenguas.

## Sucesos
En octubre de 2009, una avioneta hizo un aterrizaje de emergencia en plena reserva. Algunos matis encontraron a nueve de los once supervivientes, que fueron evacuados de la reserva en helicóptero.